# ROAD to Red
ロード・トゥー・レッド  （ROAD to Red） は、TABLE FOR TWOとのコラボレーションチャリティーイベントとして2008年3月より2か月に1度、東京・福岡・大阪・名古屋、各主要都市のライブハウスで行われている日本のロック・フェスティバルである。

## 概要
- 日本全国のアーティスト同士のネットワークの強化。
- 各地方の音楽シーンを世の中に知ってもらう。
- 音楽での社会貢献。
- 全国同時開催をする事で全国のアーティストとオーディエンスの力で一本の情熱の道を作り、何かミラクルをおこしたい。

このような主旨の元、サンズオアクラウドの村山タクヤやSHUNなどのミュージシャンや各地方イベンターやライブハウス等の協力を得て2008年3月に福岡県舞鶴にある老舗ライブハウスDRUM LogosにてVol.1が開催される。
ROAD to Redの正式記載はROAD（大文字）to（小文字）R（大文字）ed（小文字）である。

## チャリティー内容
会場で販売する指定飲食物の売上より￥20を寄付。（全国共通）
聴導犬育成の会への募金。2010年 - （東京・名古屋・大阪会場）
他、社会情勢や天災に応じて地域に密着した形での社会貢献を目的とし各開催地様々な
チャリティーを行っている。
ハリー＆ハニー福祉基金、宮崎県口蹄疫被害義援金（福岡会場）
東日本大震災震災孤児支援としてあしなが育英会への寄付。

## 主な出演者
メジャー・インディーズを問わないポピュラー音楽全般ミュージシャンを中心とした各開催地のシーンで活躍するパフォーマー、アート全般の表現者が主である。

## 会場
2011年現在、日本における開催地は4箇所がある。会場は主に首都圏にあるライブハウスで行われるが、時として野外やホールなどでも開催される。
- ROAD to Red in TOKYO
2008年5月より、渋谷のライブハウスを拠点に、主催アーティストであるサンズオアクラウドを中心に、様々なメジャー・インディーズ問わず数々のアーティストが出演。
同年、超音人コンテストやファッションショーとロックイベントのコラボレーション「ROAD to Red in TOKYO ガールズフェス」など様々な企画を盛り込んだ内容で話題を呼ぶ。
チャリティーとしてTABLE FOR TWOを2008年5月から行ってきたが、「より身近なところでの社会貢献がしたい」という主催者の想いからTABLE FOR TWOを継続しつつ、2010年から新たに聴導犬育成の会への寄付を呼び掛ける。同年USTREAMにて生中継を開始。リアルライブ等のメディアでも大々的に取り上げられる。
2011年3月11日、声優の河野匡泰、ヨーヨーマスターTAKA等をスペシャルゲストに迎えて渋谷Gladにて開催された「ROAD to Red in TOKYO × TABLE FOR TWO Vol.18 アニソンNight!」が、東日本大震災の影響により開演後間もなく中止。それを受け、同年5月28日開催されたVol.19にて震災孤児への寄付を提案。当日出演者のオムニバス・アルバム「ROAD to Red in TOKYO 〜君の手をとって〜」を制作し、その売り上げを全てあしなが育英会を通して寄付する（AzureFleur、POT＠RA、COZZENE、ガリットソング、LIQUID GRAM、Latte、サンズオアクラウドが参加）。
2011年からサンズオアクラウド、Latte、LIQUID GRAM、キョロザワールドが共同主催。なんでんかんでんフーズの川原社長、ヨーヨー世界チャンピオン ヨーヨーマスターTAKA、声優の河野匡泰など各分野の著名人がゲストとして参加している。
- ROAD to Red in FUKUOKA
2008年3月アーティスト SHUN、Happy林、村山タクヤを中心に発足。開催当初よりMCとしてさとうともやすが参加。CHEESE CAKE、KAZRU、青春女学園 など九州シーンの第一線で活躍するミュージシャンやパフォーマーが多数出演。ハリー＆ハニー福祉基金、宮崎県口蹄疫被害義援金など地域に密着した独自のチャリティーも積極的に行っている。福岡会場の特色としてボランティア運営スタッフにオーディエンスサポーターが多数参加してイベントを制作している。
- ROAD to Red in OSAKA
2008年5月より、道頓堀にあるライブハウスSHRIMP、村山タクヤを中心に発足。2010年よりStudio-crsが制作運営。同事務所所属アーティストCOZZENEを中心に大阪音楽シーンで活動するアーティストが多数出演。
- ROAD to Red in NAGOYA
2010年よりStudio-crs、TIME RECORDSにより発足。名古屋を中心としたシーンで活動するアーティストが多数出演。